# Višňové (Revúca)
Višňové, ungarisch Visnyó (bis 1927 slowakisch auch „Višňová“; ungarisch auch Kisvisnyó) ist eine Gemeinde in der südlichen Mittelslowakei mit 61 Einwohnern (Stand 31. Dezember 2024), die zum Okres Revúca, einem Kreis des Banskobystrický kraj, gehört und in der traditionellen Landschaft Gemer liegt.

## Geographie
Die Gemeinde befindet sich im Bergland Revúcka vrchovina im Slowakischen Erzgebirge, im Tal des Turiec im Einzugsgebiet der Slaná. Das Ortszentrum liegt auf einer Höhe von 265 m n.m. und ist 18 Kilometer von Tornaľa sowie 39 Kilometer von Revúca entfernt.
Nachbargemeinden sind Kameňany im Norden, Držkovce im Nordosten, Skerešovo im Osten, Chvalová im Süden und Westen sowie Rybník (Katastralgemeinde Brusník) im Nordwesten.

## Geschichte

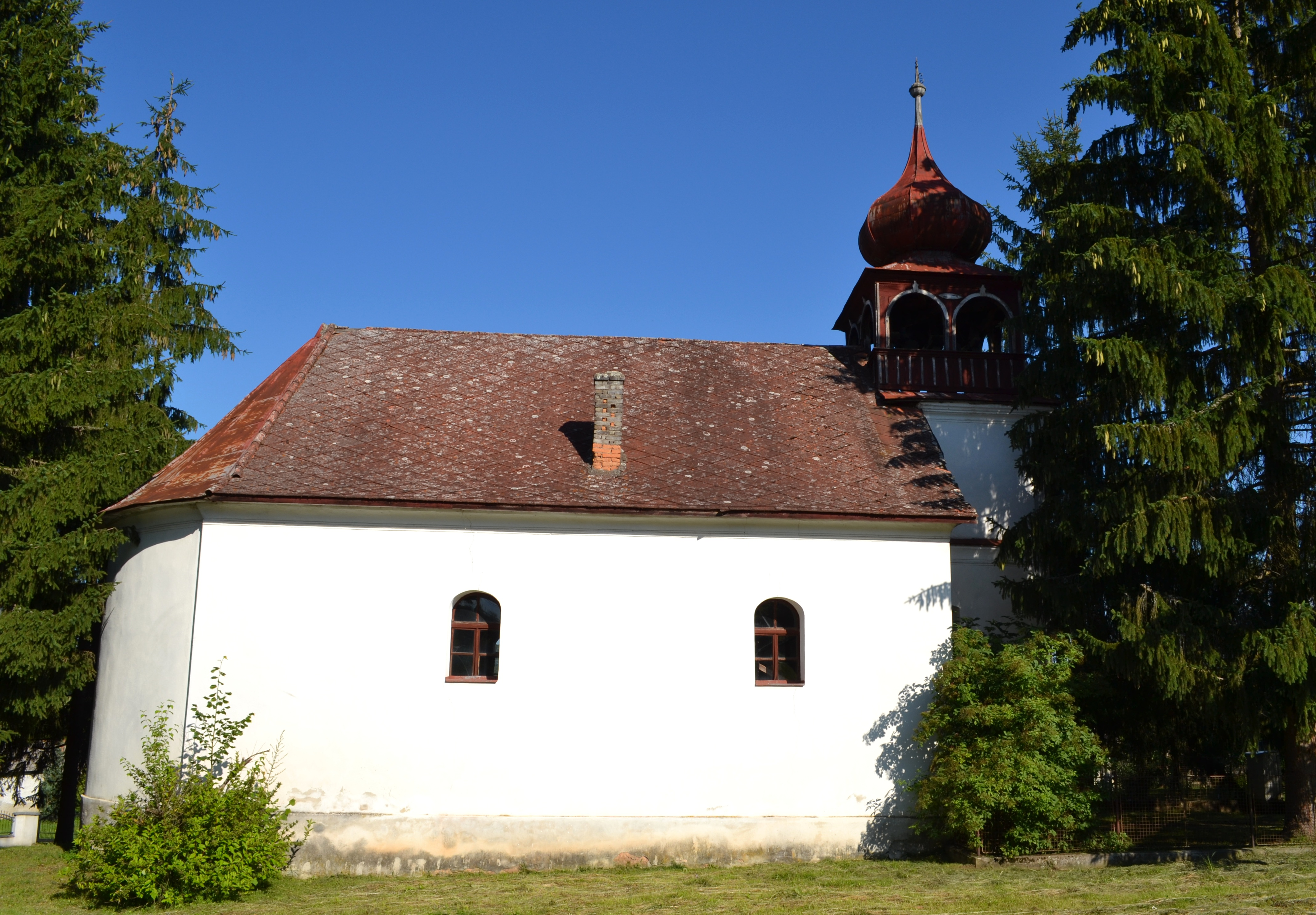
Reformierte Kirche

Višňové wurde zum ersten Mal 1296 als Wysnow schriftlich erwähnt, weitere historische Bezeichnungen sind unter anderen Visnyo, Wisnyo oder Wysnyo (1328), Wysnye (1487) und Wissnowa (1773). 1394 war das Dorf Besitz der Familie Szkáros, ab dem 16. Jahrhundert gehörten die Ortsgüter verschiedenen Familien. Nach einer Pestepidemie im Jahr 1710 blieben nur noch sieben Bauern im Ort. 1828 zählte man 31 Häuser und 254 Einwohner, die als Fuhrmänner und Viehhalter beschäftigt waren.
Unweit des Ortes befanden sich zwei weitere mittelalterliche Siedlungen namens Stráža und Suranč.
Bis 1918 gehörte der im Komitat Gemer und Kleinhont liegende Ort zum Königreich Ungarn und kam danach zur Tschechoslowakei beziehungsweise heute Slowakei. Auf Grund des Ersten Wiener Schiedsspruchs lag der Ort von 1938 bis 1944 noch einmal in Ungarn.

## Bevölkerung
| Jahr                | 1994 | 2004    | 2014    | 2024    |
| ------------------- | ---- | ------- | ------- | ------- |
| Anzahl der Personen | 56   | 59      | 64      | 61      |
| Unterschied         |      | +5,35 % | +8,47 % | −4,68 % |

| Jahr                | 2023 | 2024    |
| ------------------- | ---- | ------- |
| Anzahl der Personen | 60   | 61      |
| Unterschied         |      | +1,66 % |

Nach der Volkszählung 2011 wohnten in Višňové 60 Einwohner, davon 30 Magyaren, 20 Slowaken und fünf Roma. Fünf Einwohner machten keine Angabe zur Ethnie.
40 Einwohner bekannten sich zur römisch-katholischen Kirche, 12 Einwohner zur reformierten Kirche, zwei Einwohner zur Evangelischen Kirche A. B. Ein Einwohner war konfessionslos und bei fünf Einwohnern wurde die Konfession nicht ermittelt.

## Baudenkmäler
- reformierte (calvinistische) Kirche im klassizistischen Stil aus dem Jahr 1834[6]